# Doshman Kordeh
Doshman Kordeh (persiska: دشمن کرده) är en ort i Iran.   Den ligger i provinsen Gilan, i den norra delen av landet, 220 km nordväst om huvudstaden Teheran. Antalet invånare är 378.
Terrängen runt Doshman Kordeh är mycket platt. Runt Doshman Kordeh är det tätbefolkat, med 286 invånare per kvadratkilometer. Närmaste större samhälle är Lāhījān, 19,2 km söder om Doshman Kordeh. Trakten runt Doshman Kordeh består till största delen av jordbruksmark.